# Lanzia
Lanzia is een geslacht van schimmels behorend tot de familie Rutstroemiaceae. De typesoort is Lanzia flavorufa.

## Soorten
Volgens Index Fungorum bestaat het geslacht uit 45 soorten:
| Soortnaam                                 | Auteur(s)                                        | Publicatiejaar |
| ----------------------------------------- | ------------------------------------------------ | -------------- |
| Lanzia alboatra                           | (Henn.) Dumont                                   | 1981           |
| Lanzia allantospora                       | (Dennis) Spooner                                 | 1987           |
| Lanzia ambigua                            | (Bres. & Henn.) S.E. Carp.                       | 1981           |
| Lanzia antarctica                         | Spooner                                          | 1980           |
| Lanzia australis                          | Spooner                                          | 1987           |
| Lanzia berggrenii                         | (Cooke & W. Phillips) Spooner                    | 1987           |
| Lanzia blumenaviensis                     | Henn.                                            | 1902           |
| Lanzia cantareirensis                     | Henn.                                            | 1904           |
| Lanzia caryopsicola                       | Spooner                                          | 1980           |
| Lanzia castanopsidis                      | Dumont, W.Y. Zhuang & Korf                       | 1997           |
| Lanzia crassipes                          | Sacc.                                            | 1889           |
| Lanzia cremea                             | (E.K. Cash) M.P. Sharma                          | 1997           |
| Lanzia cuniculi                           | (Boud.) Dumont                                   | 1975           |
| Lanzia eburnea                            | Raitv. & H.D. Shin                               | 2003           |
| Lanzia echinophila (Kastanjestromakelkje) | (Bull.) Korf                                     | 1982           |
| Lanzia equiseti                           | Raitv.                                           | 1984           |
| Lanzia fibrilosa                          | M.P. Sharma                                      | 1985           |
| Lanzia filicis-maris                      | Svrček                                           | 1982           |
| Lanzia flavoaurantia                      | Henn.                                            | 1902           |
| Lanzia flavorufa                          | (Sacc.) Sacc.                                    | 1884           |
| Lanzia glandicola                         | (K.S. Thind & H. Singh) Dumont                   | 1976           |
| Lanzia glenii                             | M.P. Sharma                                      | 1987           |
| Lanzia griseliniae                        | (Dennis) Dumont                                  | 1975           |
| Lanzia guangxiensis                       | W.Y. Zhuang                                      | 1999           |
| Lanzia kosciuszkoensis                    | J.A. Simpson & Grgur.                            | 2003           |
| Lanzia lanaripes                          | (Dennis) Spooner                                 | 1987           |
| Lanzia livida                             | (Mont.) Dumont                                   | 1981           |
| Lanzia longipes                           | (Cooke & Peck) Dumont & Korf                     | 1978           |
| Lanzia luteovirescens                     | (Roberge ex Desm.) Dumont & Korf                 | 1978           |
| Lanzia minuta                             | Raitv., K.S. Thind & R. Sharma                   | 1985           |
| Lanzia moniliformis                       | S.K. Gautam & D.C. Pant                          | 1984           |
| Lanzia novae-zelandiae                    | (Dennis) J.A. Simpson & Grgur.                   | 2003           |
| Lanzia ovispora                           | Spooner                                          | 1987           |
| Lanzia parasitica                         | Dumont                                           | 1978           |
| Lanzia prasina                            | (Massee) Spooner                                 | 1987           |
| Lanzia pruni-serotinae                    | (Whetzel & W.L. White) M.P. Sharma & R.M. Sharma | 1985           |
| Lanzia pteridiicola                       | Xiao X. Liu & W.Y. Zhuang                        | 2015           |
| Lanzia reticulata                         | Penz. & Sacc.                                    | 1902           |
| Lanzia sinensis                           | W.Y. Zhuang                                      | 1999           |
| Lanzia stellariae                         | (Velen.) Spooner                                 | 1981           |
| Lanzia thindii                            | Dumont                                           | 1976           |
| Lanzia ulmariae                           | L.G. Krieglst. & Baral                           | 1986           |
| Lanzia vacini (Bosstromakelkje)           | (Velen.) Spooner                                 | 1984           |
| Lanzia velutinosa                         | V.P. Tewari & Ram N. Singh                       | 1974           |
| Lanzia viburni                            | Dumont                                           | 1976           |